# Калтенкирхен
Калтенкирхен (њем. Kaltenkirchen) град је у њемачкој савезној држави Шлезвиг-Холштајн. Једно је од 95 општинских средишта округа Зегеберг. Према процјени из 2010. у граду је живјело 19.868 становника. Посједује регионалну шифру (AGS) 1060044, NUTS (DEF0D) и LOCODE (DE KKN) код.

## Географски и демографски подаци
Калтенкирхен се налази у савезној држави Шлезвиг-Холштајн у округу Зегеберг. Град се налази на надморској висини од 31 метра. Површина општине износи 23,1 km². У самом граду је, према процјени из 2010. године, живјело 19.868 становника. Просјечна густина становништва износи 860 становника/km².

## Међународна сарадња
| Мјесто         | Држава | Врста сарадње | Од    |
| -------------- | ------ | ------------- | ----- |
| Абенра         | Данска | контакт       | 2007. |
| Калиш Поморски | Пољска | контакт       | 1989. |
| Извор          |        |               |       |